# غلامرضا صادقی
غلامرضا صادقی (زاده ۹۰ خرداد ۱۳۴۸ در آبادان) دوبلور و گوینده و بازیگر ایرانی است. او در سال ۱۳۷۰ وارد حرفه دوبله شد و برای نخستین بار در سریال ارتش
سری به دوبله پرداخت.

## فیلمها و سریالها
- گومورا
- پیشتازان فضا
- فونیکس (در نقش پیتر فیتفول)
- رودخانه برفی (در نقش فرانک)
- گرگ آسمان (در نقش جو استرینگ)
- جنایتهای غیرحرفه ای (در نقش کاپیتان)
- عمر خیام (در نقش سلطان ملکشاه سلجوقی)
- گروه ضربت (در نقش لاکسون)
- دزدان دریایی کارائیب: سوار بر امواج ناشناخته (در نقش فیلیپ سوییفت)
- دایره جنایی
- پدرخوانده (قسمت دوم)
- مدار صفر درجه
- افسانه جومونگ (در نقش هه موسو)[۲]
- خانواده جدید (در نقش چون جویونگ)
- دزد شریف
- چری
- سریع و خشمگین ۹
- بیوه سیاه
- بی نهایت
- خشم مردانه
- مورتال کامبت
- سریال شمال و جنوب الیزابت گسکل (در نقش جان تورنتون)

## انیمیشن
- رایا و آخرین اژدها
- فرمانروایان مقدس در نقش سردار یواب
- آرزو در نقش پادشاه مگنیفیکو
- پاندای کونگ‌فوکار ۴ در نقش تای لانگ
- مرد عنکبوتی در میان دنیای عنکبوتی (دوبله سورن)

## مستند
- مستندی برای قرن[۳]
- مستند پایان بازی
- روزهای انگلیسی (۱۳۹۹)

## بازیگری
- سریال آمین سریال پلیسی
- سریال انقلاب زیباسریال جنایی
- سریال همه چیز آنجاست
- سریال کارآگاهان
- سریال در چشم باد
- فیلم سینمایی رفقای خوب